# Linares, Zacatecas
Linares är en ort i Mexiko.   Den ligger i kommunen Loreto och delstaten Zacatecas, i den centrala delen av landet, 400 km nordväst om huvudstaden Mexico City. Linares ligger 2 020 meter över havet och antalet invånare är 331.
Terrängen runt Linares är platt norrut, men söderut är den kuperad. Runt Linares är det ganska glesbefolkat, med 50 invånare per kvadratkilometer. Närmaste större samhälle är Loreto, 4,3 km nordost om Linares. Omgivningarna runt Linares är i huvudsak ett öppet busklandskap.